# 马伦石化公司
马伦石化公司（波斯語：شرکت پتروشیمی مارون)是一家位于伊朗胡齐斯坦省馬赫沙赫爾石化企业，成立于1999年1月21日。

## 历史
马伦石化公司是伊朗石化产品生产综合体之一，于1999年1月21日在胡齐斯坦省成立。公司由国家石化公司、石油公司养老基金和聚合物普欣工业集团合作创建。马伦石化占地总面积102.5公顷，在两个不同的地理区域设有两个独立的单元。第一个单元位于阿瓦士的科雷特营地区，占地9.5公顷，位于阿瓦士-馬赫沙赫爾公路15公里处。该单元负责乙烷回收和生产烯烃单元的原料。产品通过一条95公里长的管道运送到位于霍梅尼港伊玛目霍梅尼石化特区。第二个单元建在霍梅尼港伊玛目霍梅尼石化特区2号地块，占地93公顷。该单元包括烯烃工厂以及其他生产单元和辅助服务。这种双地点结构使公司能够在一个综合链中完成从乙烷回收到最终石化产品的整个生产过程。被称为"第七烯烃项目"的烯烃单元建设始于2000年。马伦石化公司于2006年开始运营，距离成立约八年。烯烃单元的正式启用仪式由时任伊朗总统哈桑·鲁哈尼出席。该单元的投产使马伦石化公司成为世界主要烯烃生产商之一。投产两年后，2008年，作为私有化政策的一部分，国家石化公司将该公司的所有权和管理权转让给了私营部门。

## 单元和产品
该综合体包括低密度聚乙烯（LDPE）、高密度聚乙烯、多酚、烯烃、环氧乙烷/乙二醇和超声检测试工厂。主要工厂是烯烃工厂，为其他工厂提供原料。每个工厂都有自己的许可证。例如，LDPE工厂的许可证来自荷兰国家矿山'碳(Stamicarbon)（沙特基础工业公司）。

## 制裁
2022年，美国财政部对马伦、哈格和法纳瓦兰石化公司实施制裁，目的是打击伊朗石化产品的出口。